# Oudegracht 167
De Oudegracht 167 is een monumentaal pand in het centrum van de Nederlandse stad Utrecht, op de hoek van de Oudegracht, Stadhuisbrug en de Choorstraat.
Het pand gaat terug tot 1850 toen er een winkel werd gebouwd naar ontwerp van de architect C. Kramm in een neoclassicistische stijl. Het pand werd rond 1898 een filiaal van de warenhuisketen Vroom & Dreesmann (V&D) en het pand was bekend onder de naam Magazijn de Zon. Tussen 1903 en 1933 volgden diverse bouwcampagnes waardoor het grootschalig werd verbouwd en uitgebreid met als eindproduct een vernieuwd pand. De verbouwingen leidden onder andere tot de toevoeging van een extra verdieping en een vernieuwing van de gevels. De architect P.J. Houtzagers (1909-1925) maakte een ontwerp dat aansloot bij Kramms ontwerp. Onder leiding van de huisarchitect van de V&D J. Kuijt (circa 1932) kwam er een uitbreiding in een afwijkende stijl waarbij Kramms werk werd vernieuwd. De gevels werden in het hele verbouwingsproces onder meer voorzien van glas in lood en beeldhouwwerken zoals medaillons. Als kunstenaars waren A.J. Dresmé, L. Kamman en A. Termote bij de verbouwingen betrokken.
Tot omstreeks 1974 bleef de V&D in het pand gevestigd waarna het eigendom werd van de gemeente. Het pand is daarop gesplitst zodat onder andere de Utrechtse hoofdvestiging van de openbare bibliotheek erin kon worden gevestigd. Ook kwam er een designwinkel onder de noemer Mobach (tot 2014) en opende boekenwinkel Broese Kemink er haar filiaal. De architect M. van Schijndel was in 1995 betrokken bij een verbouwing van het winkelgedeelte.
Het pand werd in 2001 gewaardeerd als rijksmonument met als reden: "van algemeen belang vanwege de cultuur- en architectuurhistorische waarde als goed voorbeeld van een winkelpand rond 1900 met latere uitbreidingen. Tevens vanwege de stedenbouwkundige waarde vanwege de prominente situering aan de Stadhuisbrug/Choorstraat/Oudegracht in het historische stadscentrum."
Anno 2018 heeft de gemeente Utrecht het plan het pand in de toekomst te verkopen. De bibliotheek verhuisde naar het voormalige hoofdpostkantoor op de Neude.
In maart 2023 werd aangekondigd dat het Literatuurmuseum in 2025 verhuist vanuit Den Haag naar het pand Oudegracht 167. Met de gemeente als eigenaar was een intentieovereenkomst gesloten. Als reden werd genoemd dat de Koninklijke Bibliotheek in Den Haag, waarin het museum 'inwoont', grootschalig onderhoud nodig heeft.

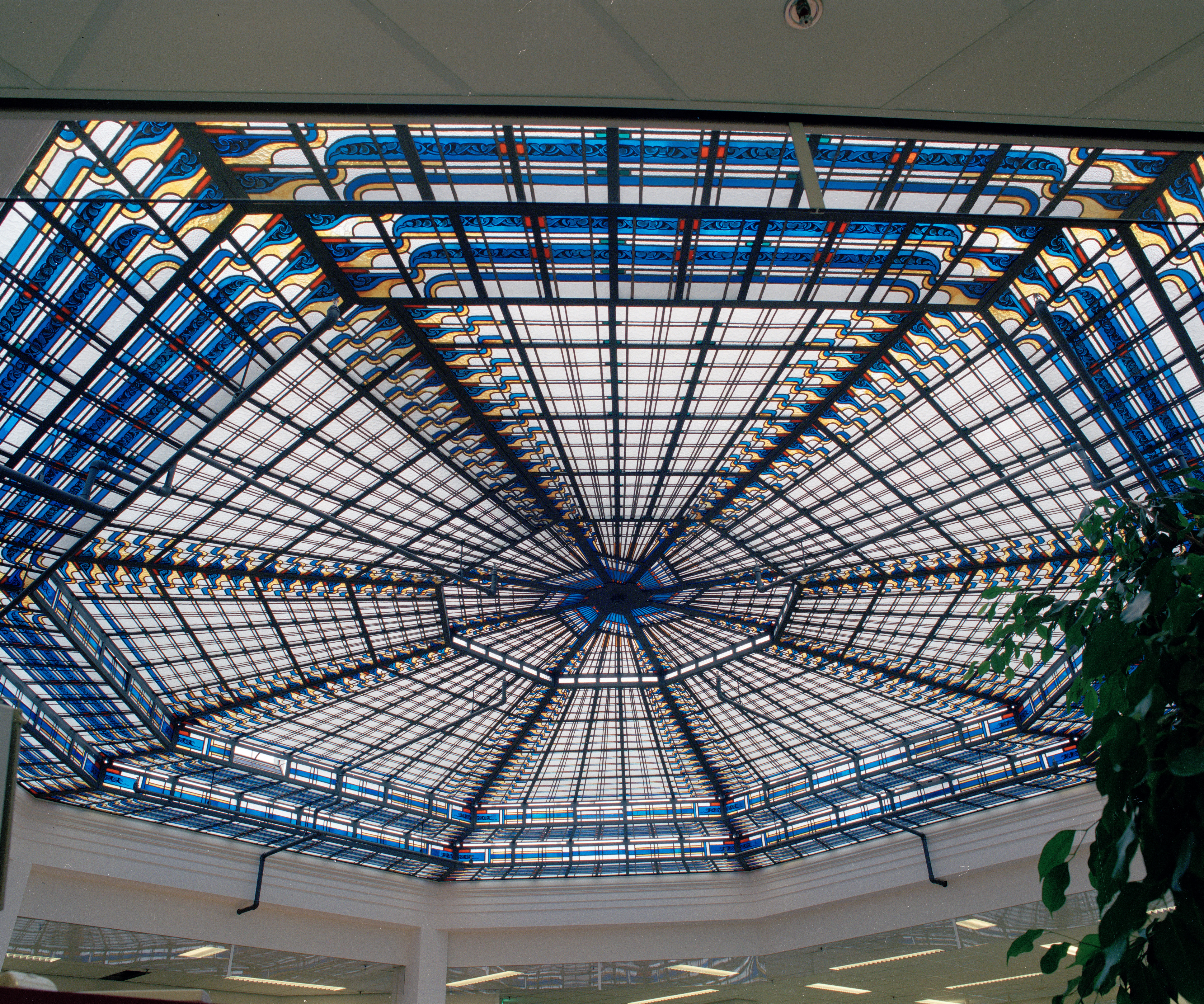
Glas in lood in de lichtkoepel van de vide
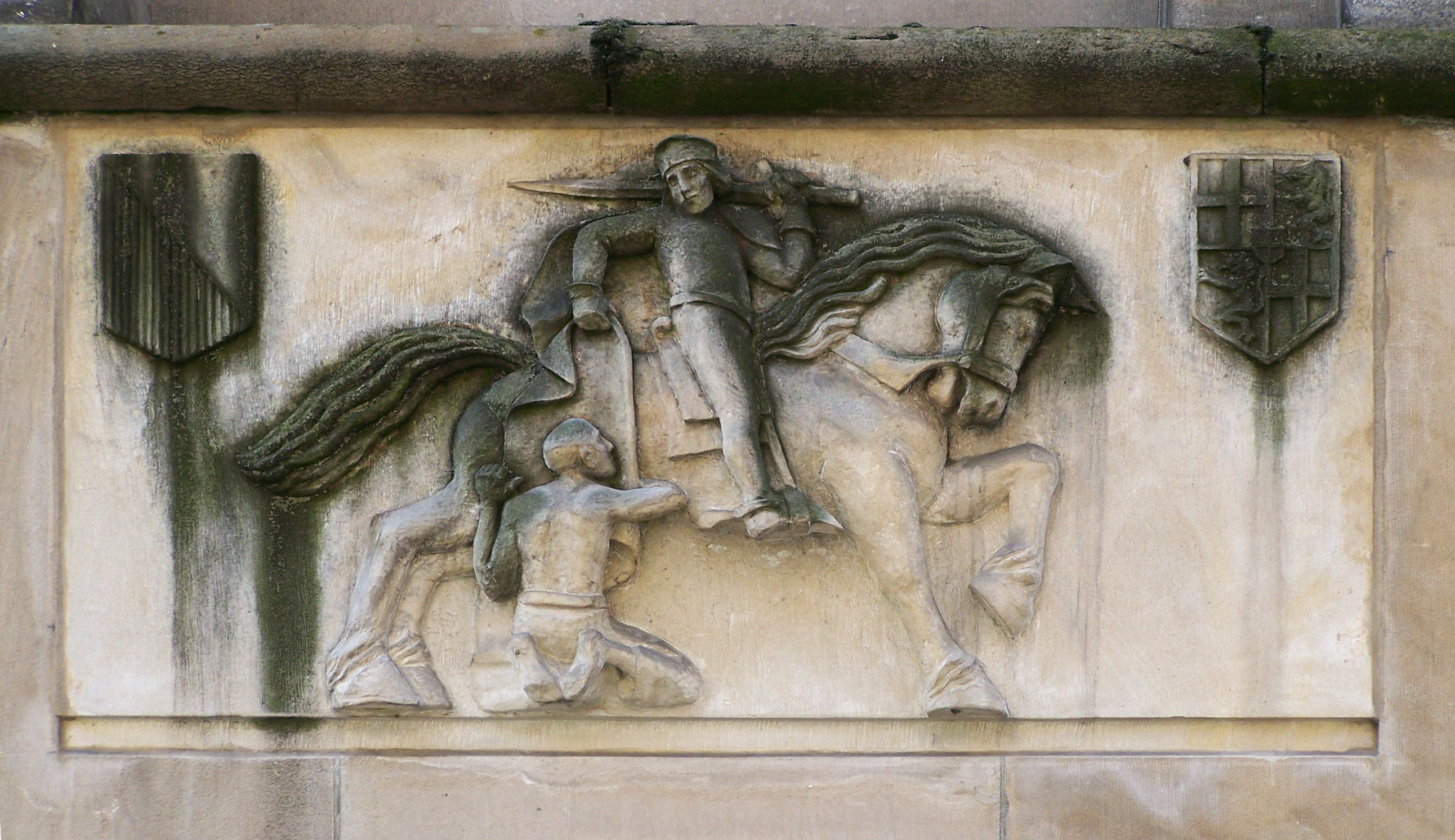
Reliëf in de façade
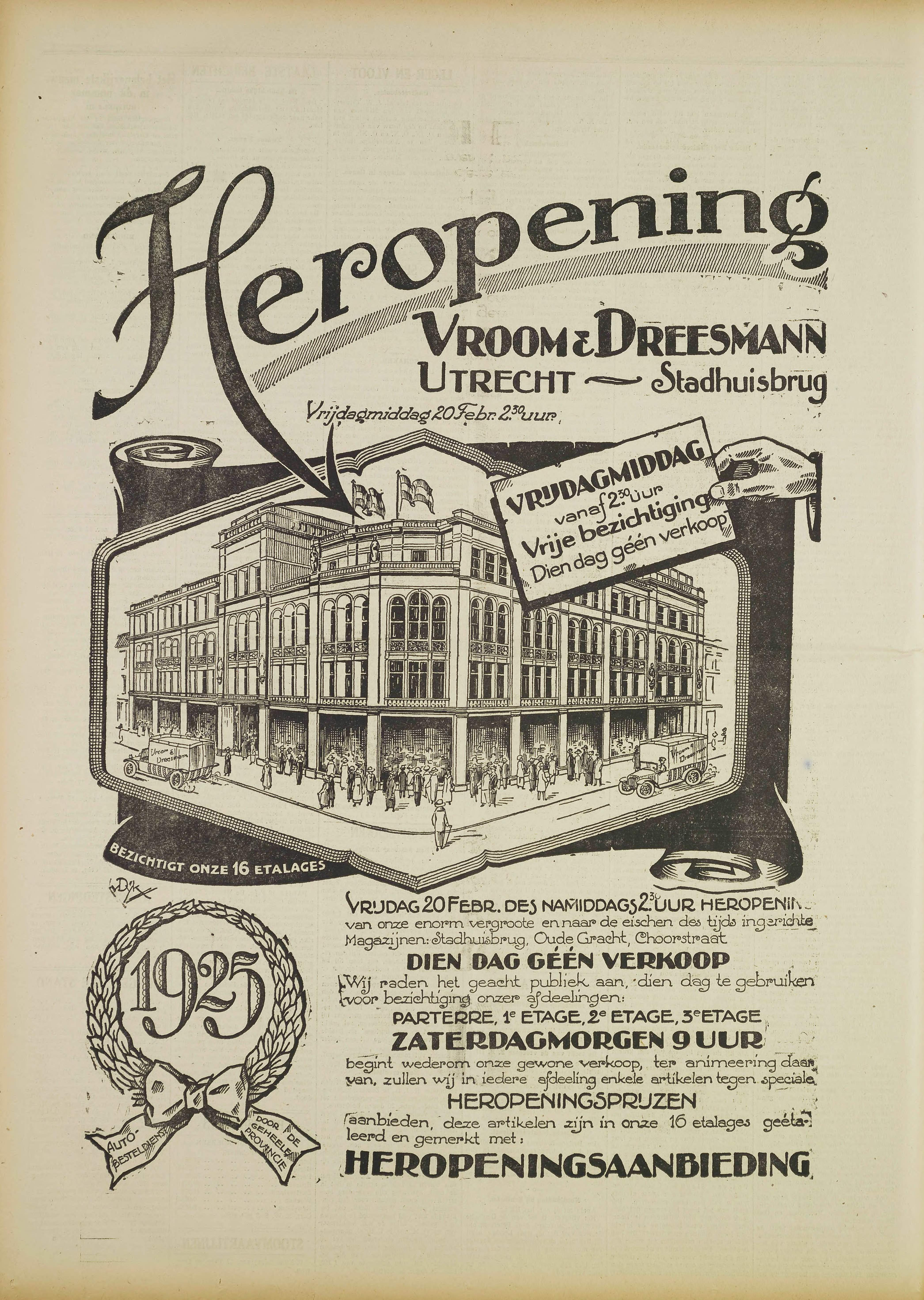
Krantenadvertentie omtrent de heropening in 1925